# Пизани, Мария Адеодата
Мария Тереза Пизани (итал. Maria Teresa Pisani), в монашестве Мария Адеодата Пизани (Maria Adeodata Pisani; 29 декабря 1806, Неаполь — 25 февраля 1855, Мдина, Мальта) — блаженная Римско-католической церкви, монахиня.

## Биография
Мария Тереза Пизани была единственной дочерью барона Бенедетто Пизани Момпалао Куцкери и Винченцы Каррано. Она родилась 29 декабря 1806 года и в тот же день была крещена.
Мать Марии Терезы вскоре покинула дом, не выдержав пьянства мужа, и доверила заботу о дочери своей свекрови, которая умерла, когда Марии Терезе было десять лет.
В 1821 году барон Пизани был приговорён к смертной казни за участие в восстании, однако, так как он был подданным Великобритании, казнь была заменена ссылкой на Мальту. В 1825 году Мария Тереза с матерью также приехали на Мальту и поселились в Рабате.
Хотя Винченца надеялась, что дочь выйдет замуж, и пыталась найти ей подходящего жениха, та решила стать монахиней, предпочитая вести спокойную жизнь, посещать церковь и помогать бедным. 8 марта 1830, в возрасте двадцати одного года, она была принята в новициат в монастырь Святого Петра в Мдине и взяла монашеское имя Мария Адеодата, а два года спустя принесла монашеские обеты. В монастыре она шила облачения, отвечала за убранство церкви, выполняла обязанности привратника, а также преподавала и занималась благотворительностью.
С 1851 по 1853 год Мария Адеодата была аббатисой монастыря, но оставила эту должность из-за слабого здоровья. В 1855 году она умерла и была похоронена в монастырском склепе в Мдине.

## Беатификация
Беатификационный процесс был начат в 1893 году, но в 1913— 1989 годах был приостановлен по экономическим причинам. 9 мая 2001 года Мария Адеодата Пизани была беатифицирована папой Иоанном Павлом II. Необходимым для беатификации чудом было признано исцеление монахини Марии Джузеппины Дамиани от опухоли желудка 24 ноября 1897 года. Провозглашение беатификации состоялось во Флориане, а днём памяти блаженной Марии Адеодаты стало 25 февраля — день её смерти.